# L'Estevet
L'Estevet era un setmanari polític i satíric nascut a Barcelona el 26 d'agost de 1921 fruit d'una conjuntura molt clara: voluntat nacionalista insubornable i combativa, crítica del catalanisme conservador encarnat a la Lliga i La Veu i de l'espanyolisme tan agressiu contra les reivindicacions catalanes sintetitzat en l'ABC. Va ser fundada pel polític català Manuel Carrasco i Formiguera. La revista apareix amb una finalitat política: la voluntat molt clara de criticar. Tant l'enemic exterior, el centralisme i l'opressió, com l'interior, el conservadorisme pactista.

## Història
Se’n diferencien dues èpoques: la primera el mateix 1921, treu 17 números, del 26 d'agost el 16 de desembre; a la segona, 88, del 6 gener 1922 el 9 setembre 1923. Hi havia una virulència contra La Lliga, el gran enemic del setmanari, gairebé més que el lerrouxisme o els partits dinàstics, i contra la veu que és protagonista del mateix nombre o més d'acudits que l'ABC, molt agressiu contra el catalanisme.
L'Estevet, amb el subtítol de “setmanal i nacionalista popular“, reprèn la tradició de la premsa política més activa com l'antecessora Cuca Fera d'uns anys abans, el 1917, que és un precedent notable i constitueix una plataforma ben activa del sentiment més militant de la catalanitat. Escriuen a l'editorial inicial del primer número en el llenguatge abrandat característic d'aquests inicials anys vint, profundament nacionalistes i de revolta davant el fracàs de la política amb el nonat estatut del 1918.
Els col·laboradors són majoritàriament dibuixants, dels quals destaquen Gaietà Cornet, Barra, ‘Jan', Joan Junceda, Castanys, ‘Apa’ (Feliu Elias)... Els acudits més abundosos són els d'Eduard Fiol i Marqués, especialment, els de 'John' (Joan Gols), Pere Sabater i ‘Quelus' (Miquel Cardona). Però a la redacció cal esmentar Llates i Joaquim Ventalló, que era el Marroc fent el servei militar i trametia informacions del lloc del conflicte i de Terrassa, la seva ciutat nadiua. Compta amb nombroses aportacions anònimes atès que, tret de l'assignatura de Carrasco, i poques vegades, no n'hi ha cap altra. Totes les assignatures són de pseudònims, atenent el to humorístic i satíric del setmanari, així com el mercat sentit de rebuig el centralisme, a la guerra del Marroc i els declarats blancs constants del setmanari que seran els diaris ABC, exponent del centralisme espanyol i La veu de Catalunya, exponent, com hem dit, del catalanisme conservador acomodatici de La Lliga, d'on havia marxat Carrasco, en una sortida molt criticada pels editorials del diari de Cambó.
Els acudits són representatius d'un ambient i d'un estil periodístic que motivaren l'actuació militar contra la publicació, atenenca, pensem, no és un sol acudit el responsable del procés sinó tot un conjunt d'atacs, constant en el temps, tal com succeí amb el famós assalt al ¡Cu-Cut! el 1905, on malgrat a firmar set repetidament que fou motivat per un acudit -el celebèrrim Rin del Banquet de la Victòria de Junceda-, la reacció militar tan agressiva vingué motivada per la falta d'encaix de les crítiques constants en el temps de la premsa nacionalista com ¡Cu-Cut! i La Veu.

## Ideologia i temàtica
Carrasco impregna a la revista del seu pensament. No apareix la més lleugera inconveniència de to social, eròtic, àdhuc frívol, molt freqüent a l'època de la premsa satírica catalana, tampoc no apareix el to blanc de l'humor innocent i condorós. I menys l'antireligiós, també freqüent en la premsa satírica republicana crítica.
No només usa acudits, és una premsa eminentment crítica i usa tots els elements al seu abast: la paraula i la imatge. És una revista combativa que defensa el catalanisme polític i cultural més pur dels seus enemics a fora i de dins el mateix catalanisme.
Amb el número 15, molt crític contra la guerra del Marroc, arriba a un punt àlgid. Tot i la repressió, la redacció -Carrasco- no cedeix. La portada del número 16 mostra una gernació seguint una bandera catalana. El text és de ‘Quelus': “per nosaltres barres sanguejants, no donem mai un pas enrere! Tots a la lluita, catalans: la llibertat és la bandera”.
El millor acudit que ha publicat l'Estevet sobre la guerra és el que mostra el paisatge barceloní d'una plaça amb fanals i bancs, flors i arbres amb el sometent, la Guàrdia Urbana, a la Creu Roja, dels bombers i els serenos, etc., amb un preciosisme delicat, antecedent de l'anomenada línia clara, que ocupa la doble pàgina central del número 87. A sota, el text següent: “la població civil de la plaça de Tetuan pren precaucions per tal d'evitar una nova escomesa dels rifenys”.
Arran de la publicació del número del 14 d'abril de 1922 Carrasco va ser jutjat. La pena va ser de sis mesos i un dia de presó, però la sentència amb el cop d'estat del setembre de Primo de Rivera va agreujar la situació de Carrasco: va haver de complir condemna lluny de Barcelona, a Burgos i ho explica al seu Diari de presó.